# Powstanie Bołotnikowa
Powstanie Bołotnikowa – powstanie chłopów, Kozaków i mieszczan pod wodzą Iwana Bołotnikowa, które miało miejsce w carskiej Rosji w latach 1606–1607.
Powstanie wybuchło po śmierci cara Dymitra Samozwańca I. Po zamordowaniu Dymitra i masakrze Polaków w Moskwie, w mieście doszło do wybuchu zamieszek, które z trudem stłumiono. Śmierć Dymitra nie przyczyniła się jednak do zapewnienia stabilizacji w kraju. Nowym carem 29 maja 1606 roku obwołano kniazia Wasyla Iwanowicza Szujskiego, który jednak nie cieszył się dużym poparciem ludności. Przeciwnicy Szujskiego posłużyli się osobą Dymitra I, spekulując na temat jego cudownego ocalenia. Starali się robić wszystko, aby storpedować działania Szujskiego, mające na celu utrwalenie jego władzy w Moskwie. Wiara w ocalenie Dymitra pchnęła ludność prowincji do kolejnych wystąpień. Powstanie stopniowo ogarnęło całą Siewierszczyznę, rozszerzając się na inne rejony kraju. 
Główna bazą powstańców stało się miasto Putywl. Na czele armii powstańczej składającej się z dworian, dzieci bojarskich, strzelców, Kozaków i chłopów stanął Iwan Isajewicz Bołotnikow. Powstańcy głosili hasła oddania ludowi ziemi i bogactw należących do bojarów oraz planowali osadzić na tronie rosyjskim tzw.dobrego cara. Chłopom obiecano wolność osobistą oraz wyrównanie krzywd.
Po początkowych sukcesach powstańców, nieporozumienia w kręgach dowódczych, spowodowały przejście na stronę Szujskiego części oddziałów dowodzonych przez Prokopa Lapunowa i Istoma Paszkowa. Wydarzenie to było przyczyną klęski powstańców w bitwie pod Moskwą w dniu 12 grudnia 1606 roku. Na początku 1607 roku Bołotnikow pomimo że wspierali go Kozacy dońscy i wołżańscy, poniósł szereg klęsk w bitwach. Powstanie wygasało, a wraz z momentem pojawienia się na arenie osoby podającej się za Dymitra Samozwańca II (lipiec 1607), rozpoczęła się II Dymitriada.  

## Bitwy w trakcie powstania Bołotnikowa
- bitwa pod Moskwą - 12 grudnia 1606
- bitwa pod Wieniewem - 1607
- bitwa nad rzeką Wyrką - 1607
- bitwa pod Serebrianymi Prudami - 1607
- bitwa nad rzeką Pczelną - 13 maja 1607
- bitwa nad rzeką Wosmą - 15 czerwca 1607
- bitwa nad rzeką Woronią - 22 czerwca 1607
- oblężenie Tuły